# Pcheng Žuej-lin
Pcheng Žuej-lin (čínsky pchin-jinem Péng Ruìlín, znaky 彭瑞麟, 3. listopadu 1904 prefektura Šinčiku (新竹県) – 3. února 1984, Tchung-siao) byl tchajwanský fotograf a doktor čínské medicíny. Fotografii vystudoval v Japonsku a byl členem Japonské krajinářské asociace.

## Životopis
V roce 1923 absolvoval školu v Tchaj-peji, pak studoval akvarel u japonského malíře Išikawy Júičiró. V roce 1928 se zapsal na Tokijskou fotografickou školu, na které promoval v roce 1931 a stal se členem Japonské bakalářské fotografické společnosti.
V roce 1931 provozoval fotografické studio Apollo v Tchaj-peji. Kromě fotografování byl Pcheng také aktivní ve fotografické výchově a studiu, založil Institut fotografického výzkumu, často pořádající výstavy ve svém obchodě a se studenty po celé provincii. Mezi jeho studenty patřili například Sü Jüan-čchi nebo mistr Lin Šou-i, provozovatel slavné „Linovy fotografické galerie“ v Tchao-jüan. Jeho studentkou byla také první tchajwanská fotografka Š’ Čchiao.
V roce 1936 se stal řádným členem Japonské krajinářské asociace. O dva roky později byly vybrány jeho snímky na „Japonskou výstavu fotografického umění“, kterou pořádala Osaka Daily News. Kromě toho se také pokusil experimentovat s technikami ušlechtilého fotografického tisku obvyklých na konci 19. století, jako byl uhlotisk, gumotisk nebo kyanotypie, desítky originálních děl vynikajících klasických dovedností.
Kromě fotografie byl Pcheng Žuej-lin dobře zběhlý v lékařských dovednostech, je držitelem lékařského průkazu a otevřel kliniku čínské medicíny Pcheng Žuej-lina, připojil se k Japonské lékařské asociaci v Tokiu a vydal několik příspěvků.
Jeho žena Peng Ye Lv Yu vystudovala státní vysokou dívčí školu. Jejich nejstarší syn Pcheng Liang-kchun je bývalý úspěšný univerzitní profesor, druhý syn Pcheng Liang-süan je lékař a čtvrtý syn Pcheng Liang-ťün je také praktickým lékařem. Chang Sun Peng Yuhong  je pediatr a jejich otec Pcheng Žuej-lin byl také lékařem. Čtyři generace jsou lékaři.
Pcheng Žuej-lin zemřel 3. února 1984 ve věku 79 let v Tchung-siao.

## Galerie

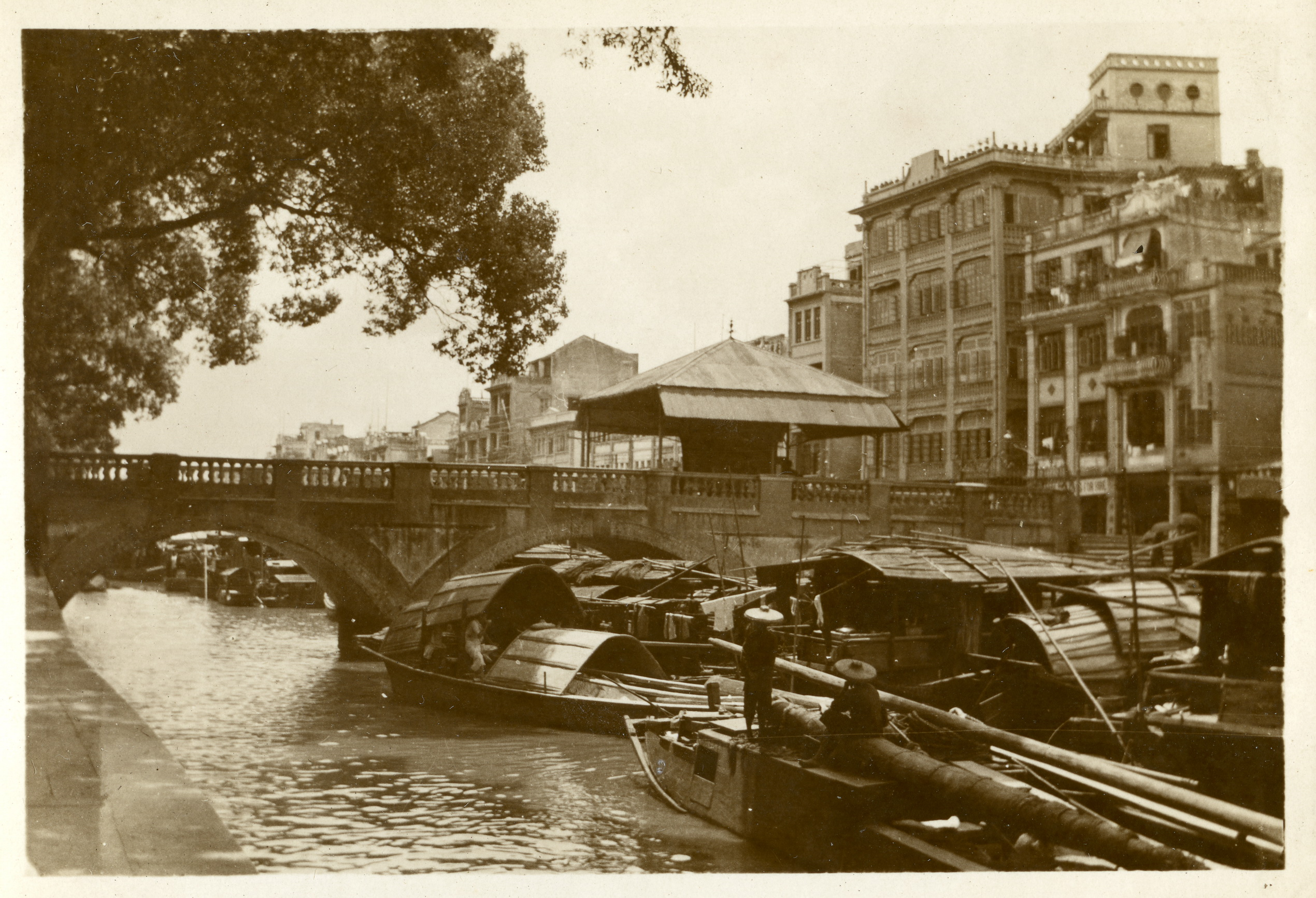
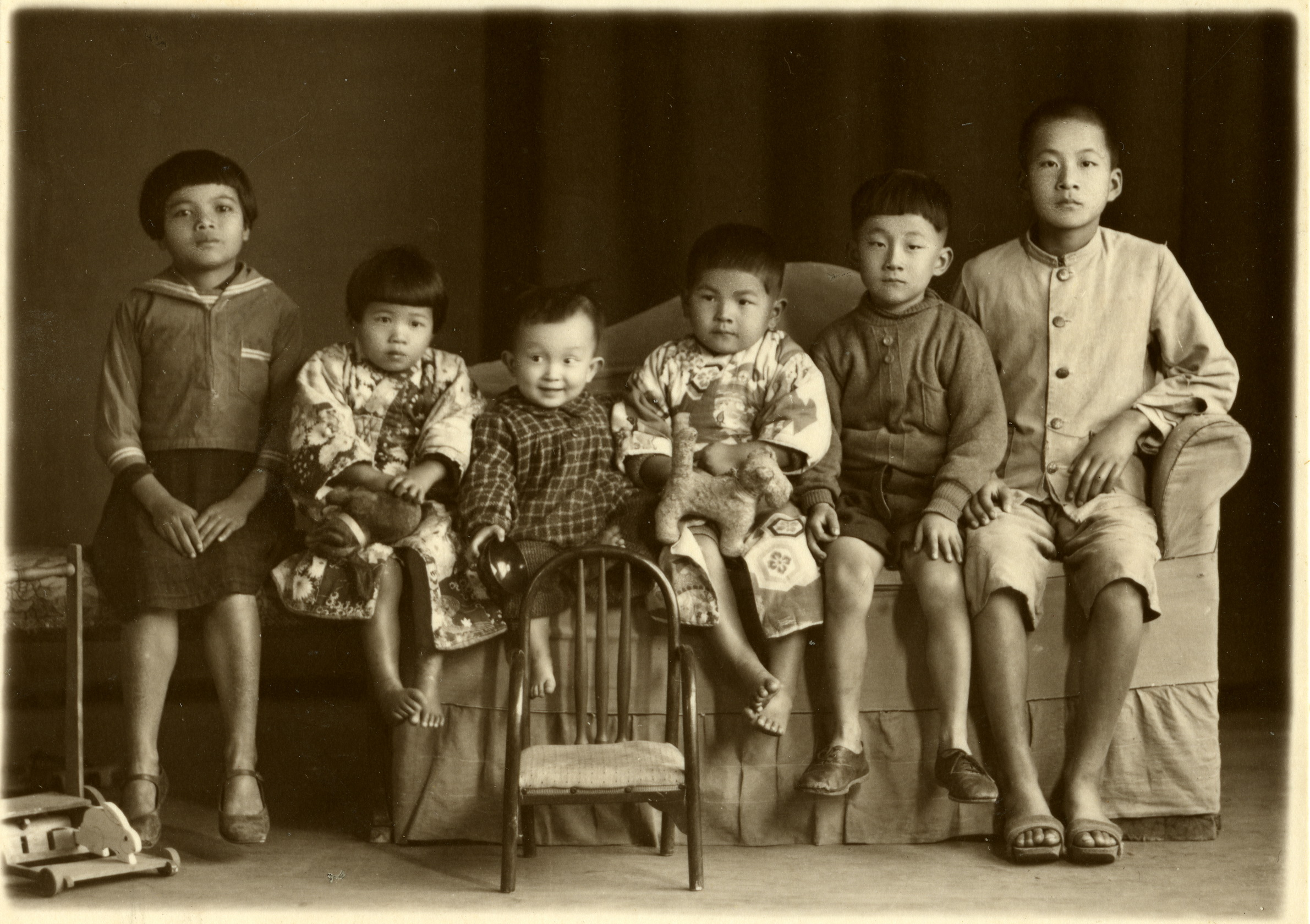
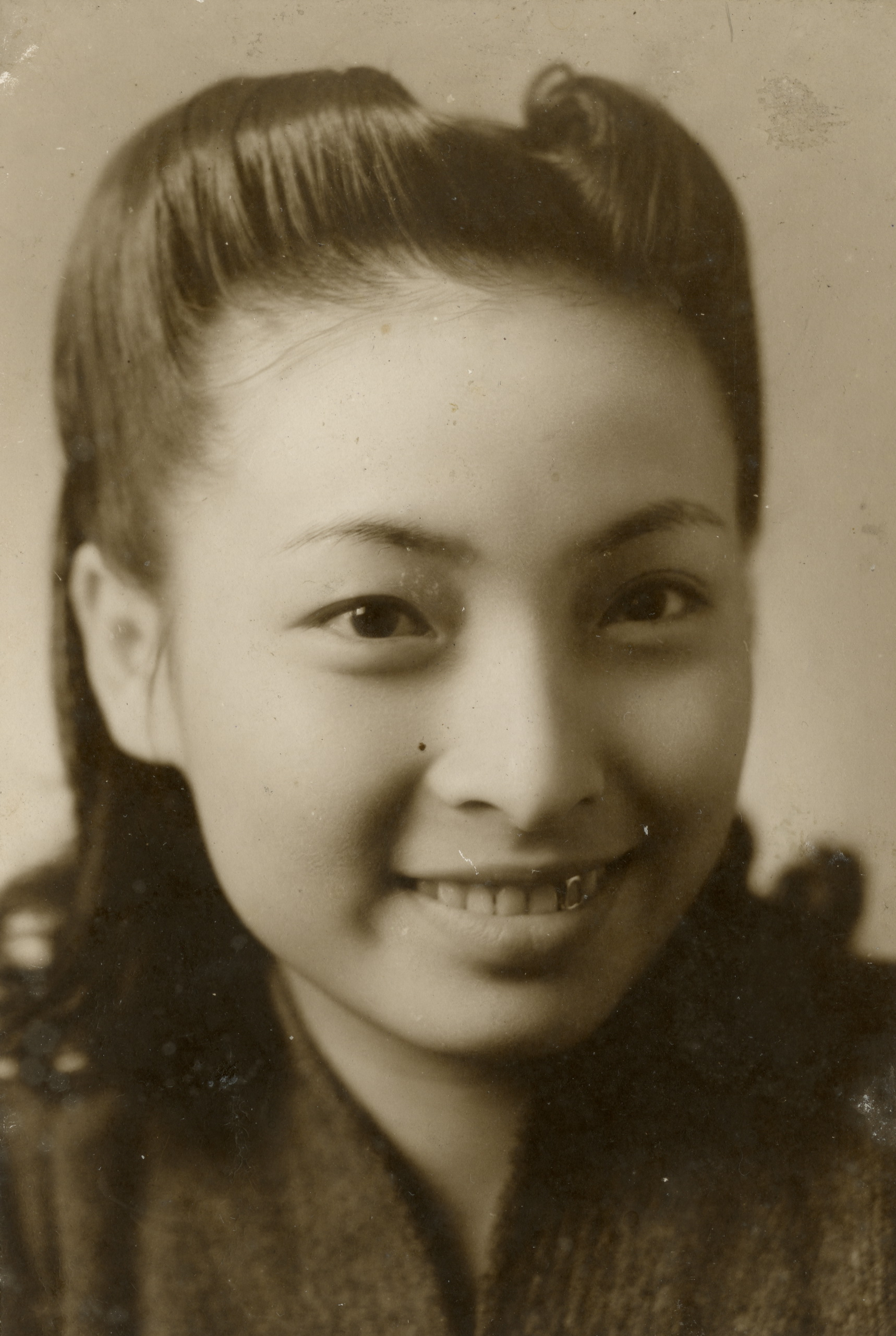
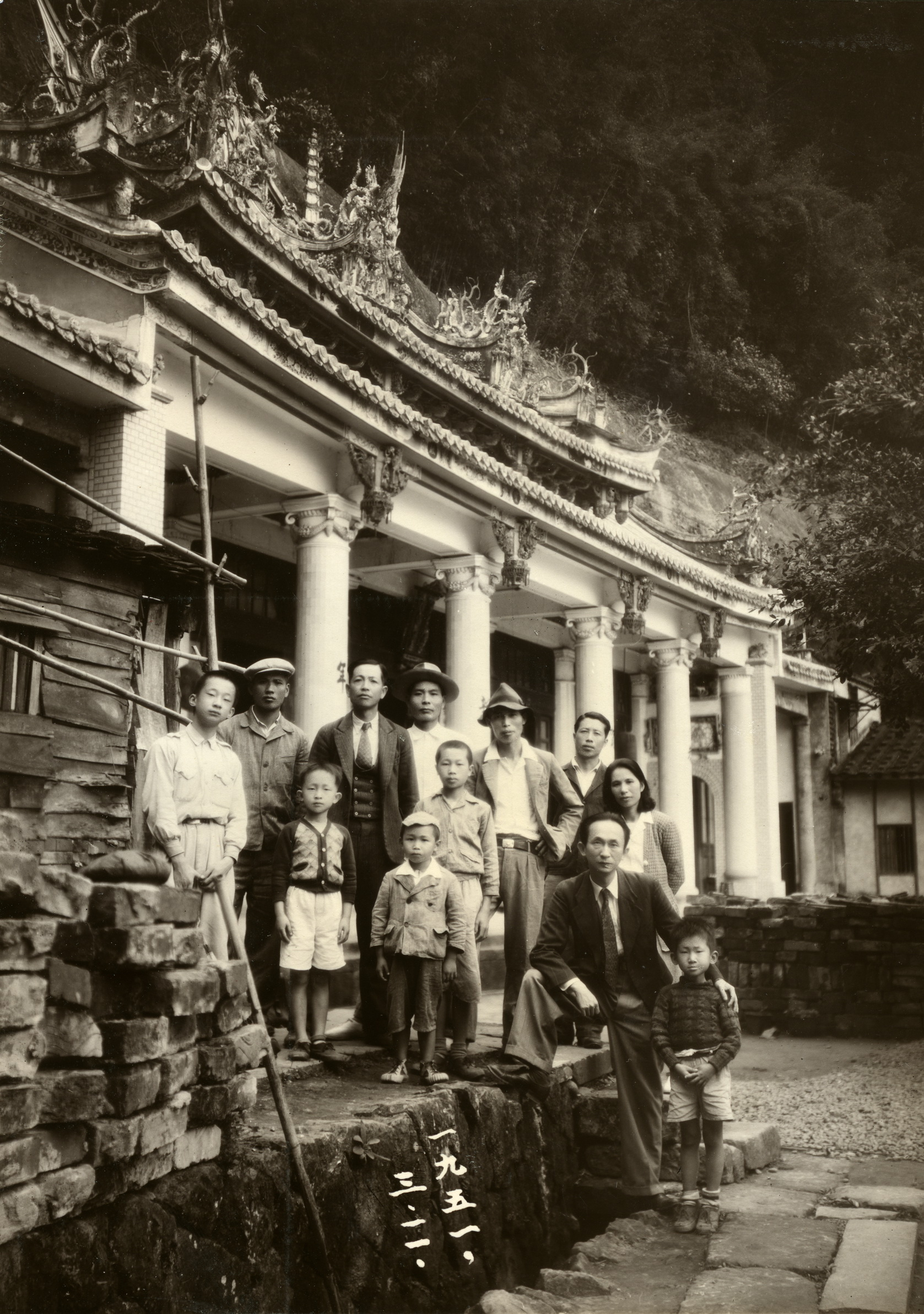
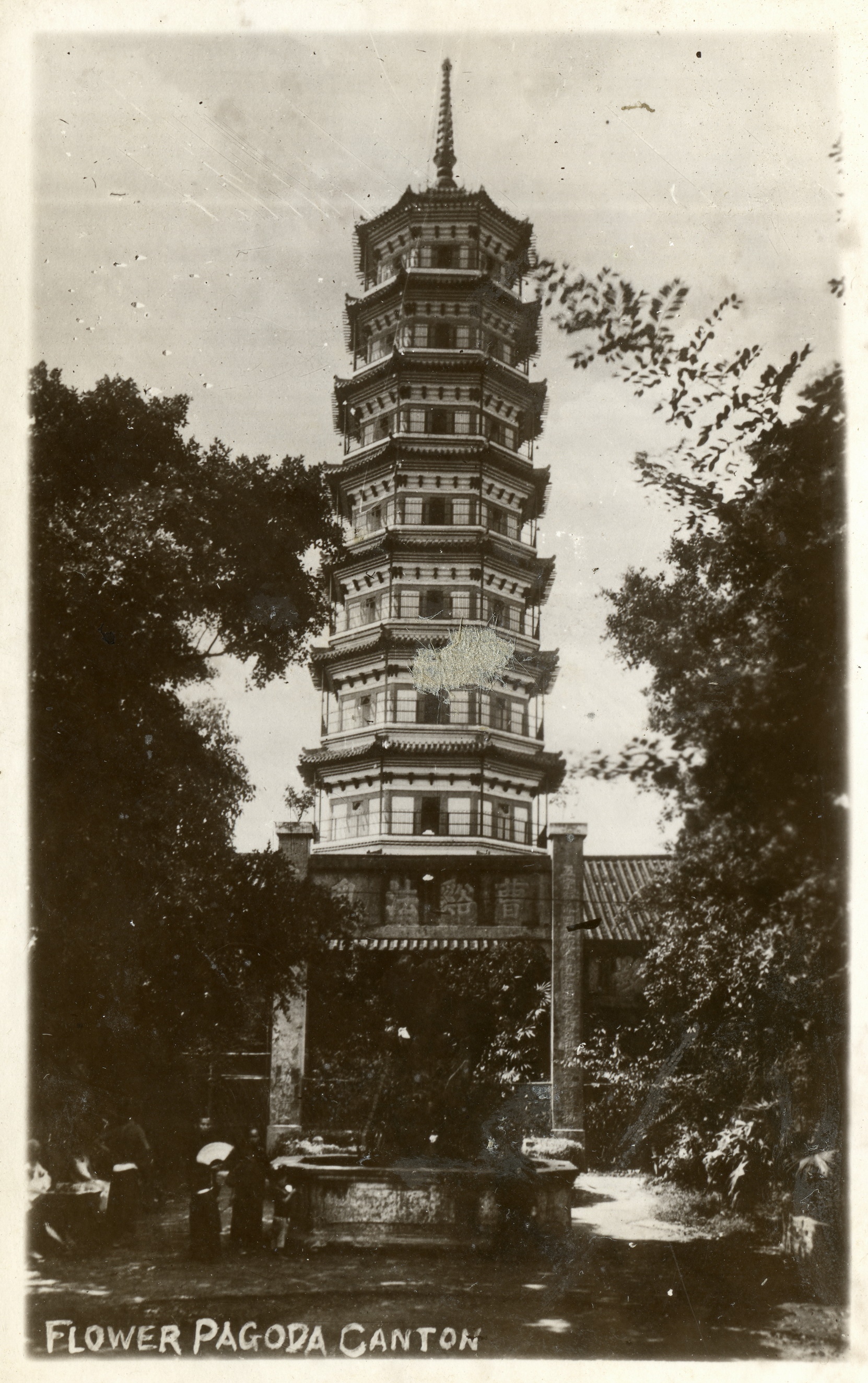
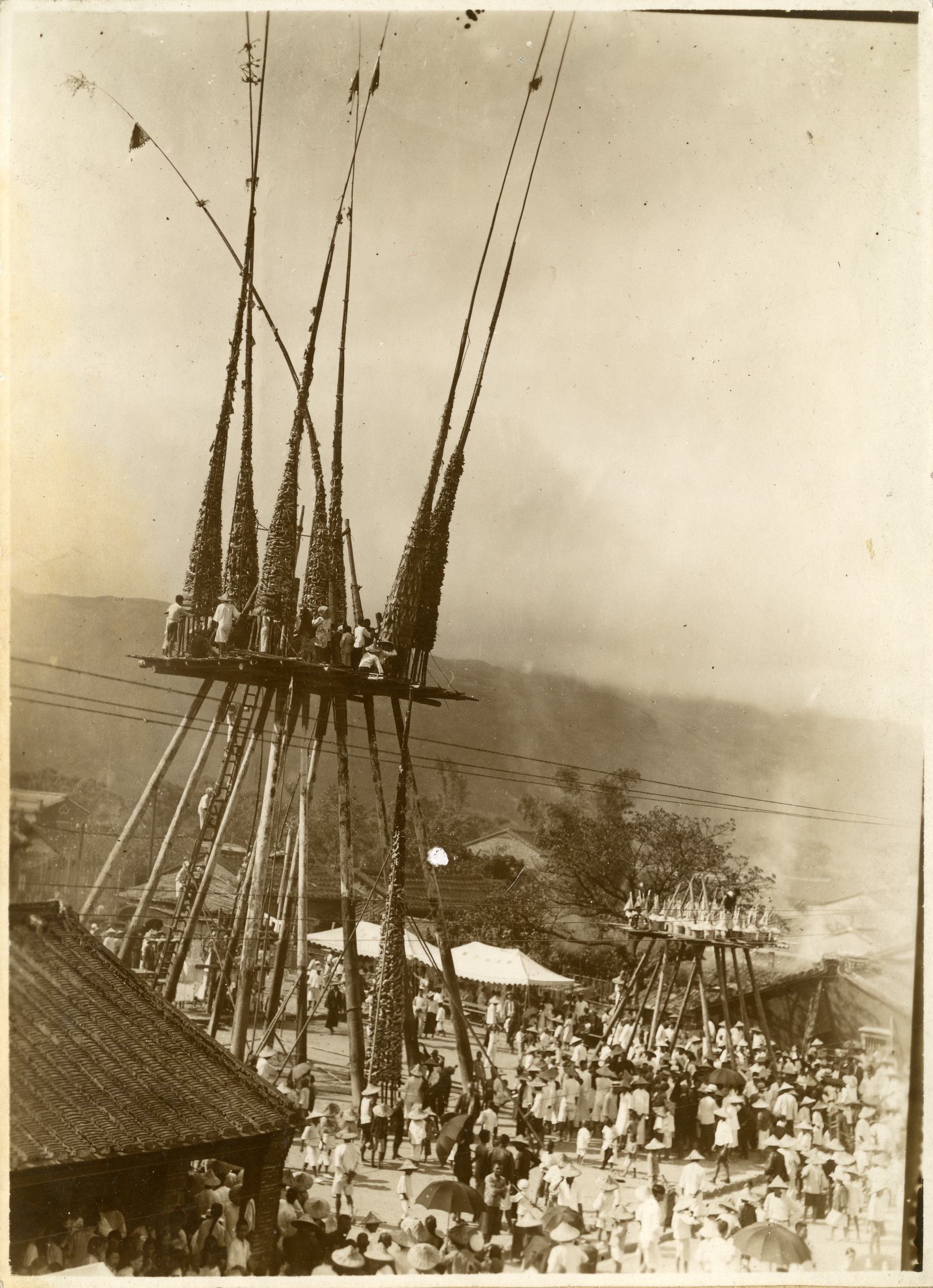
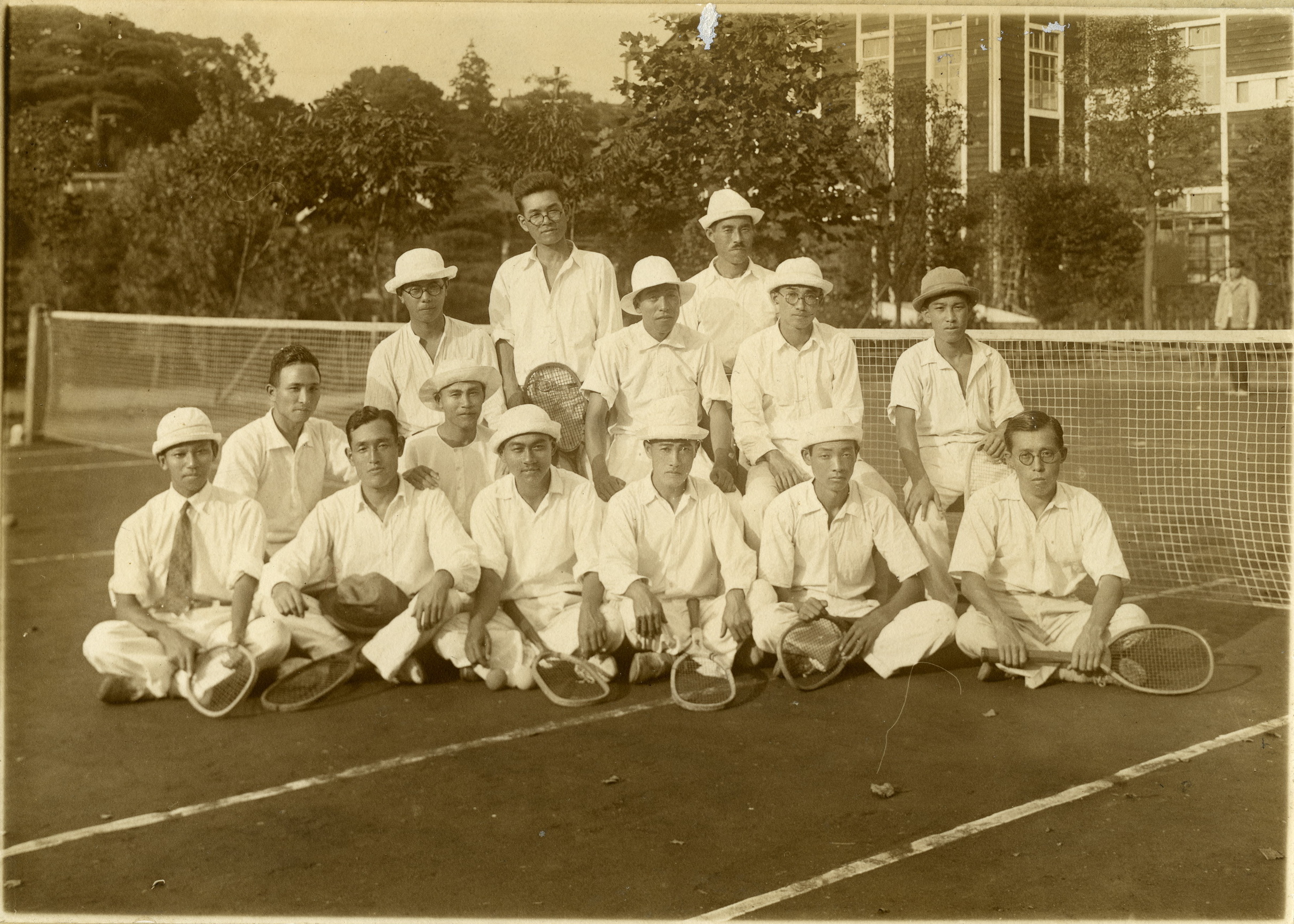
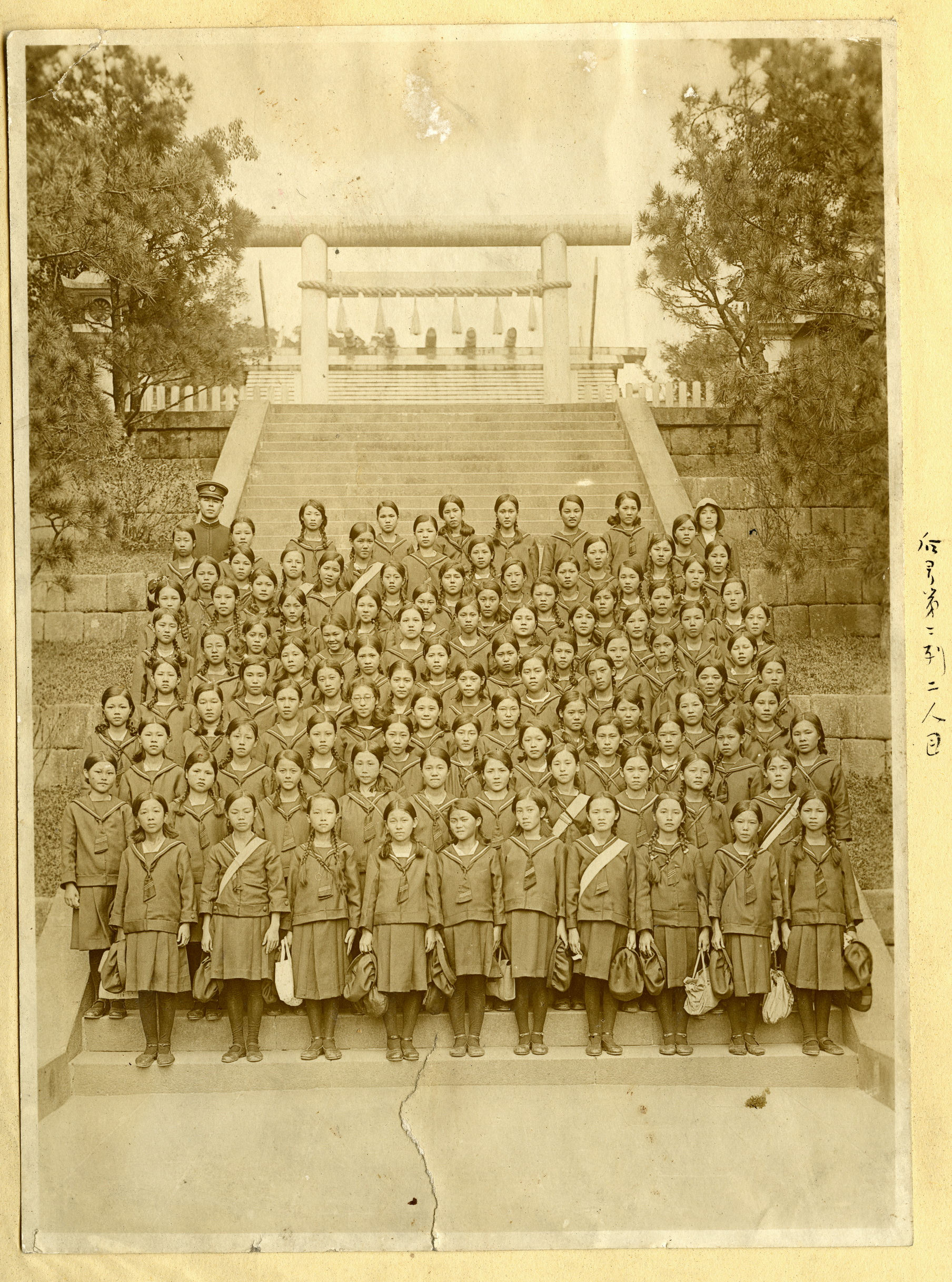
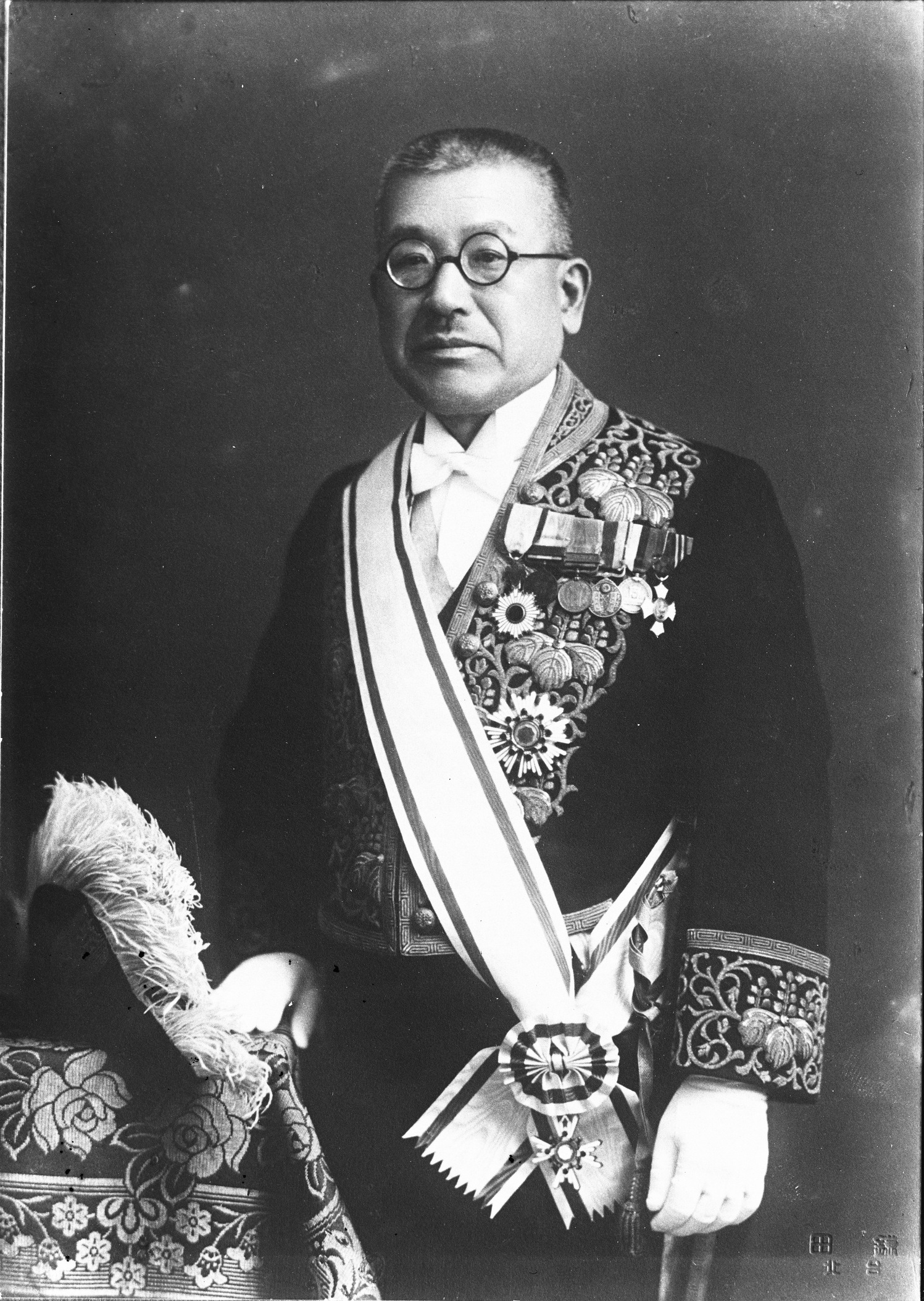
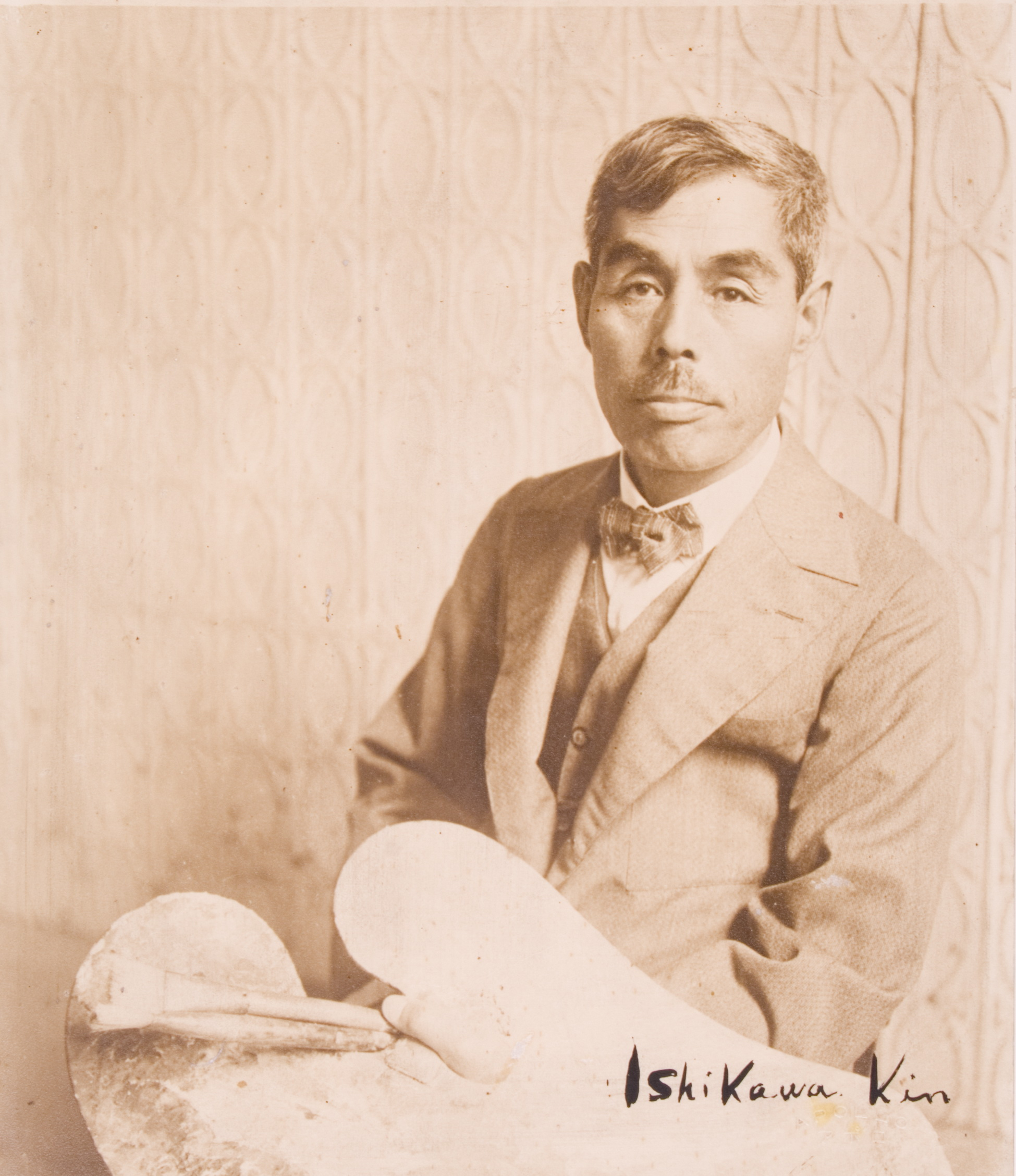
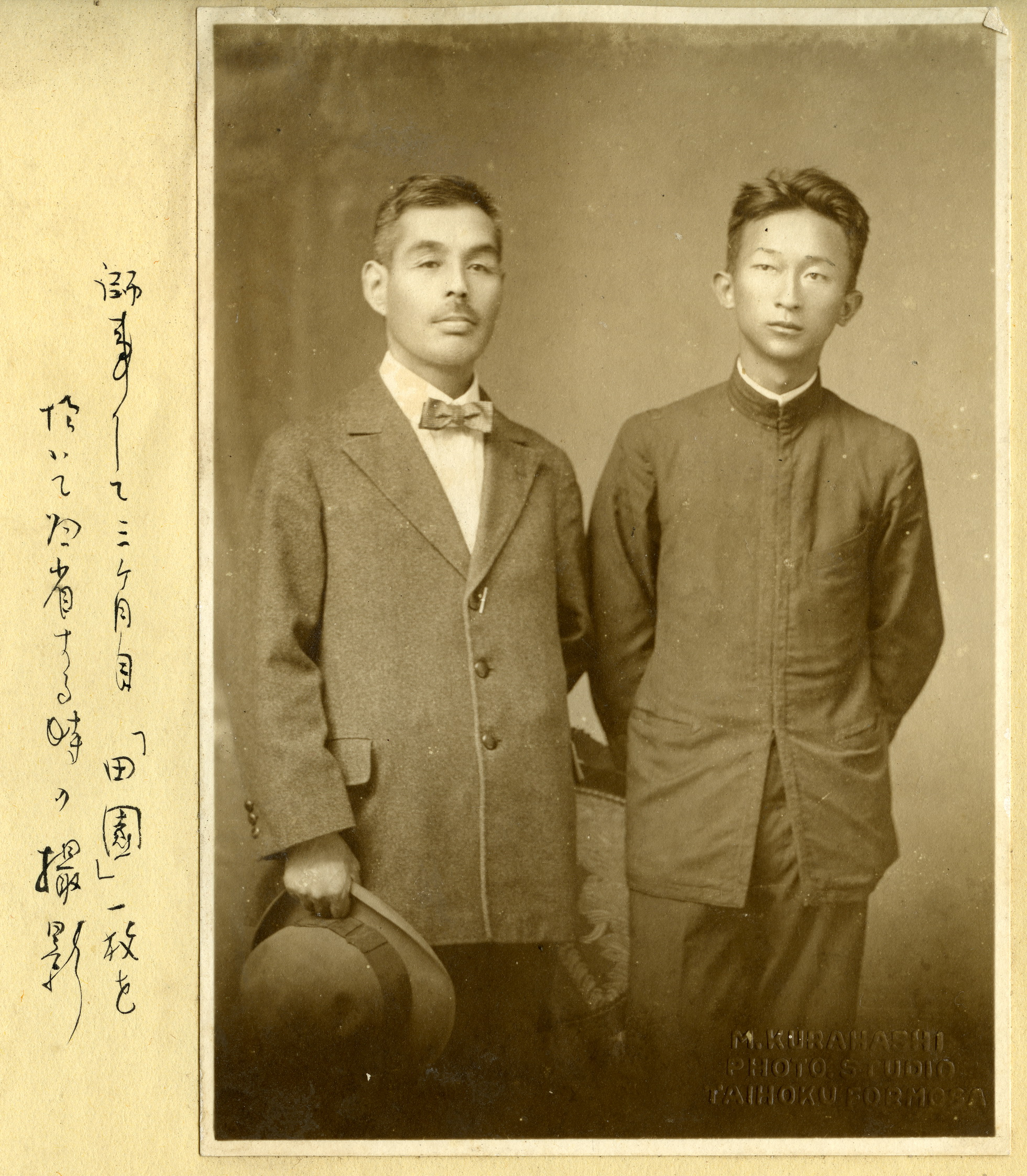
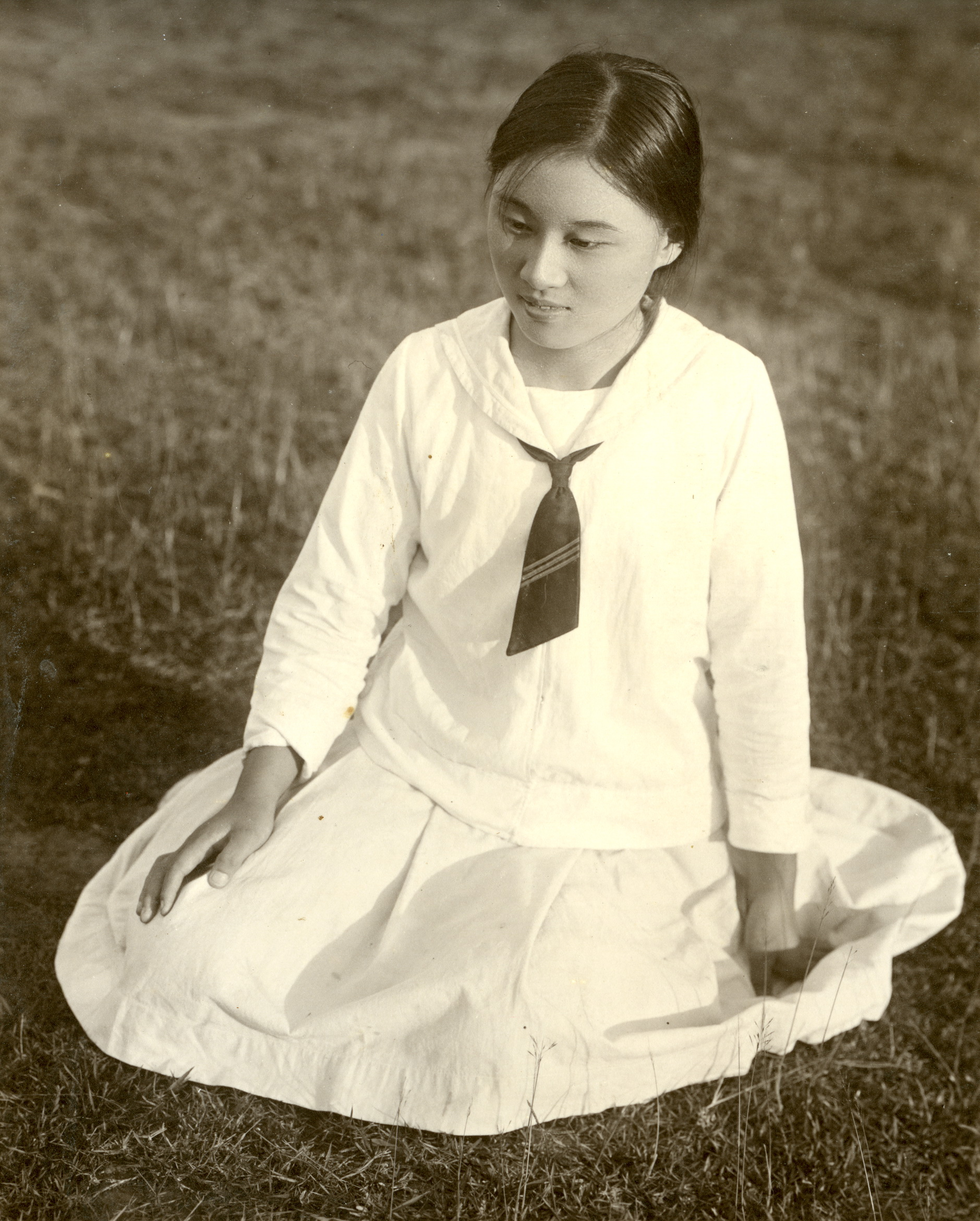
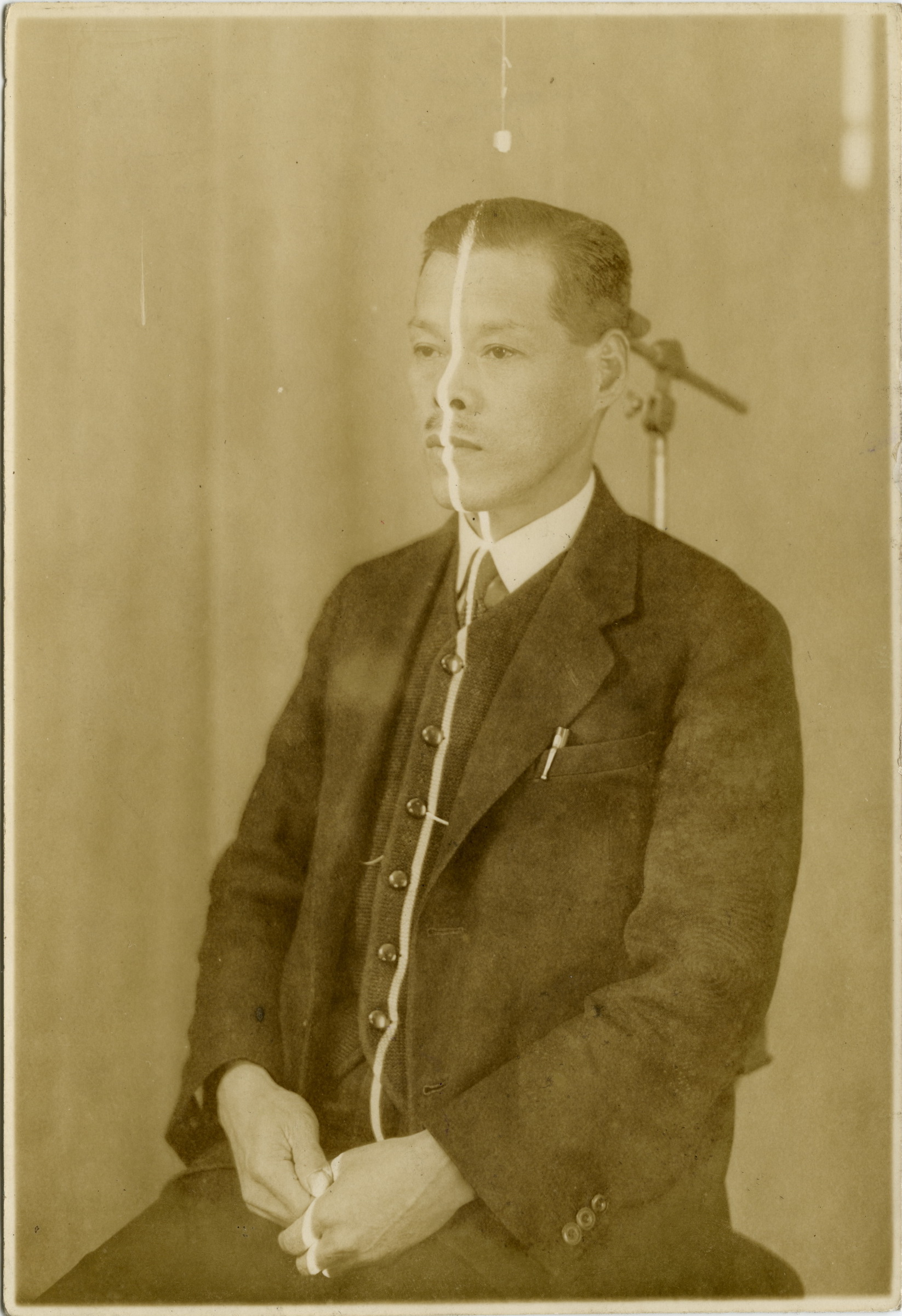
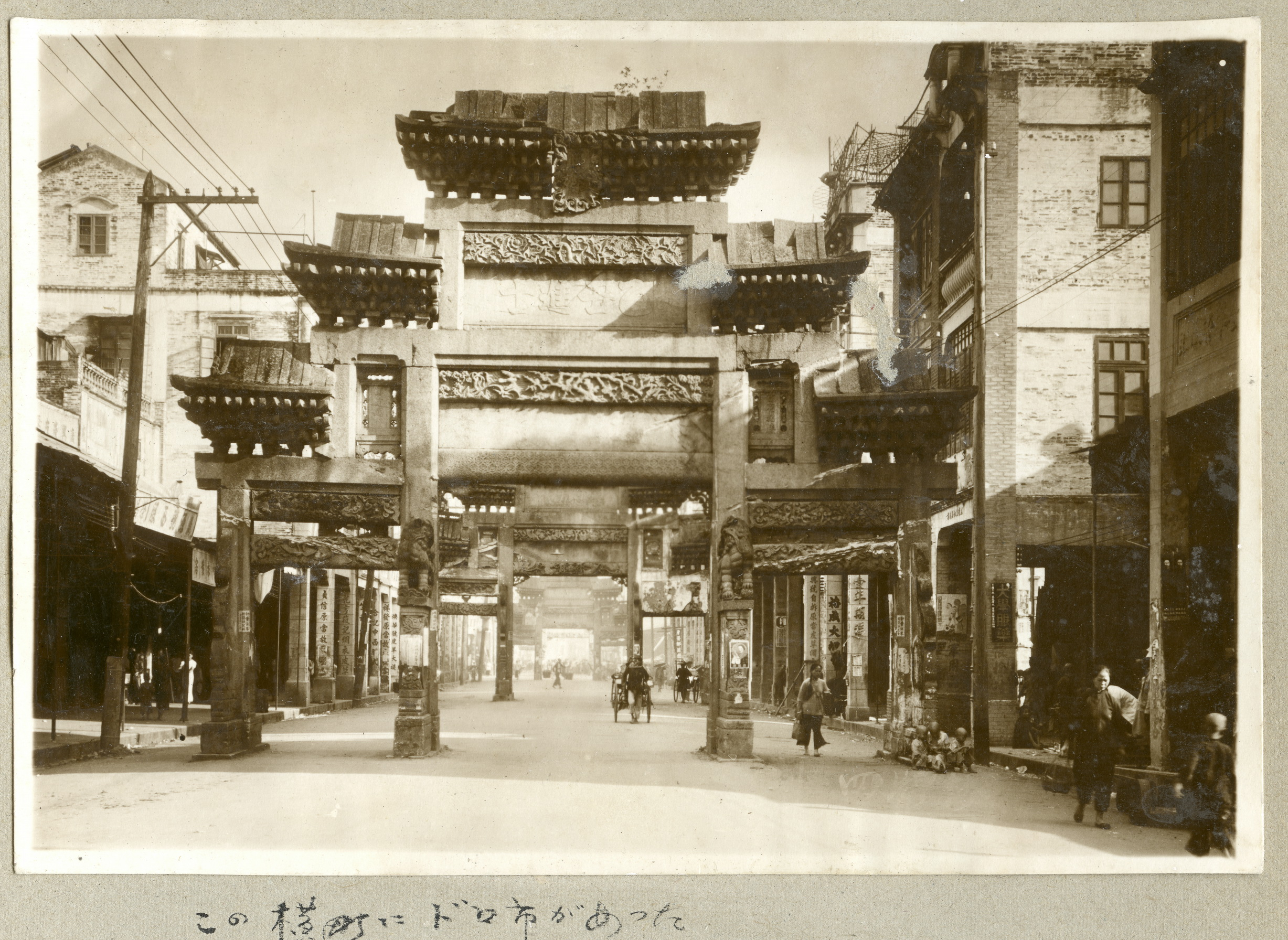
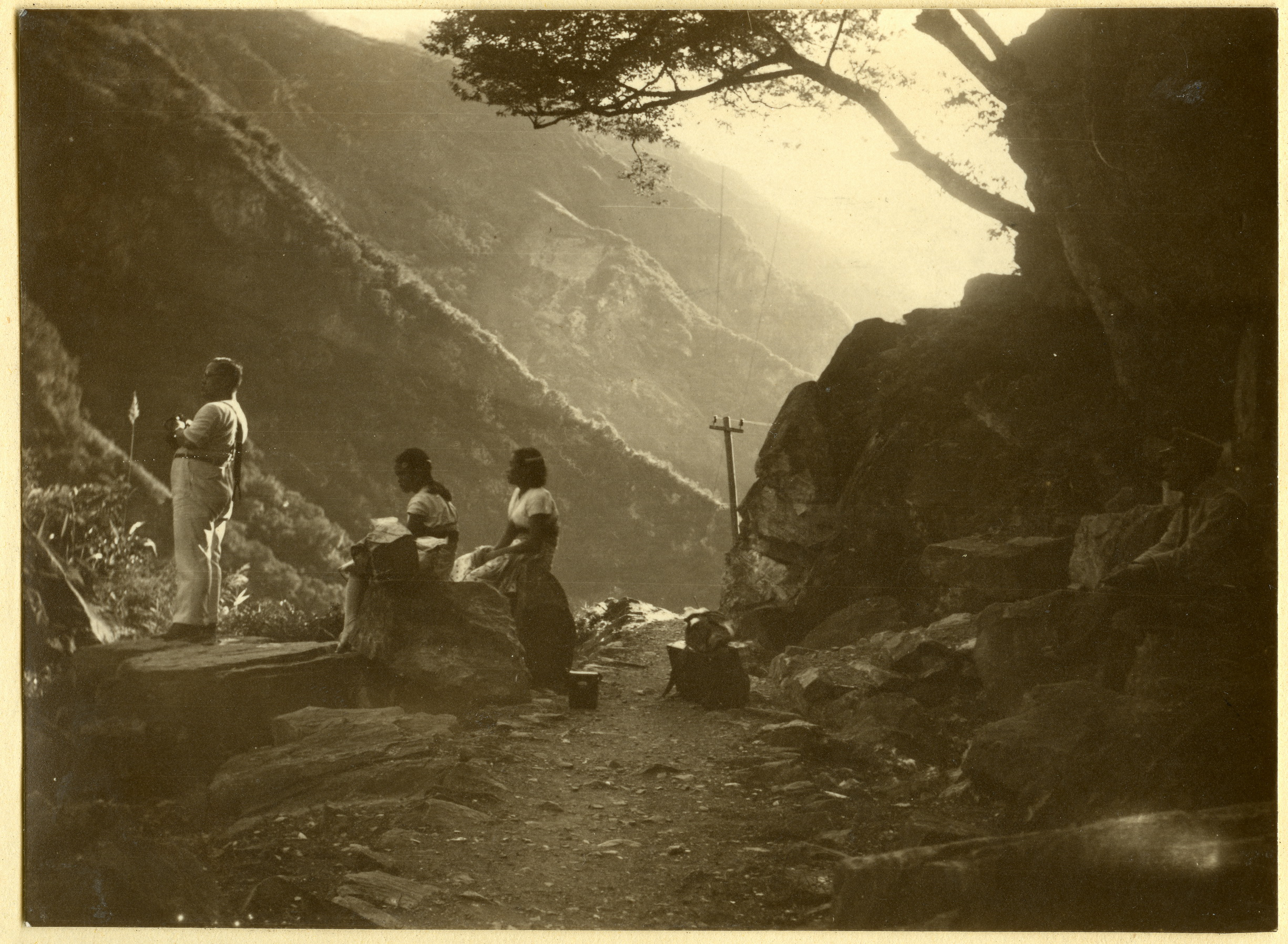
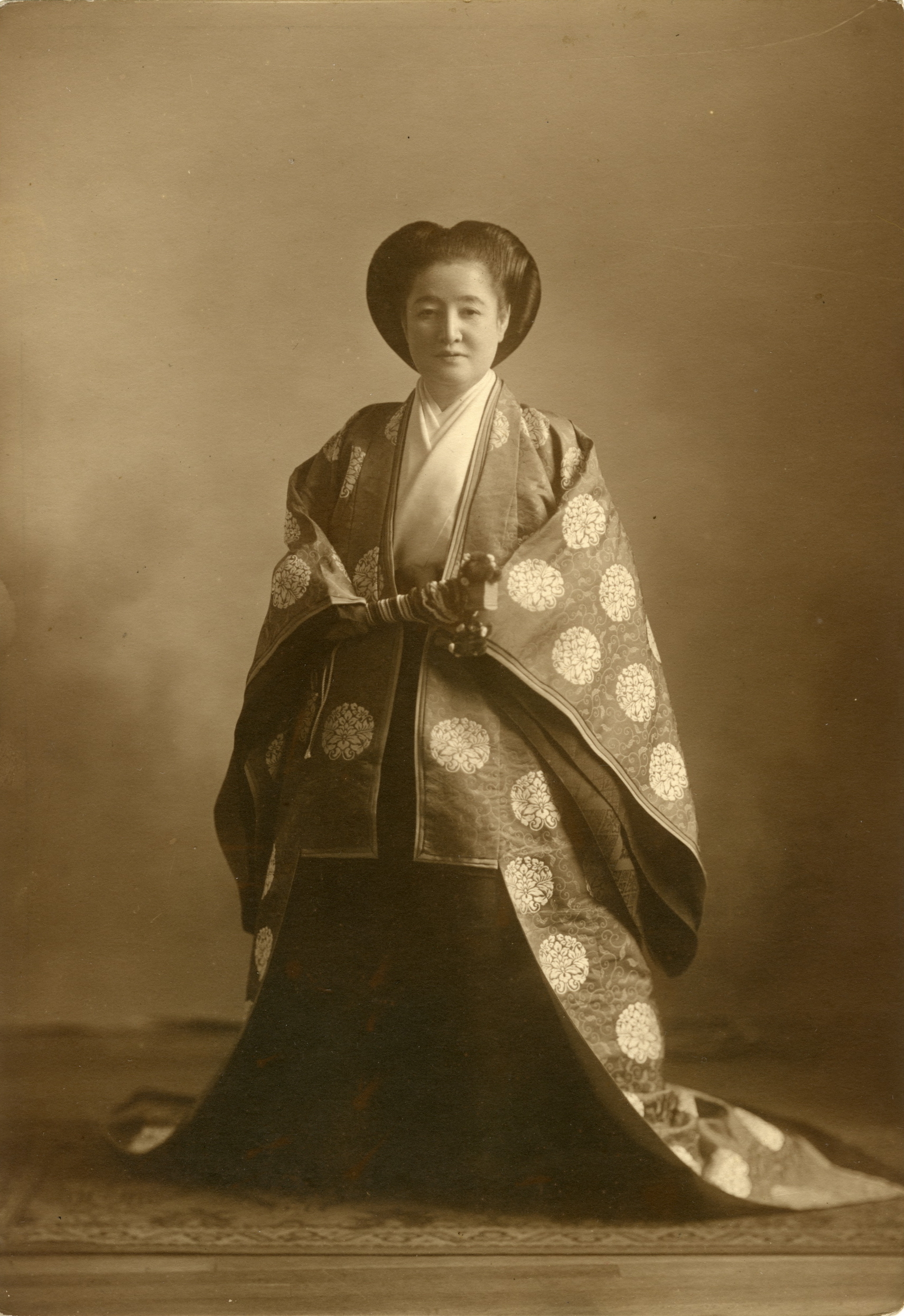
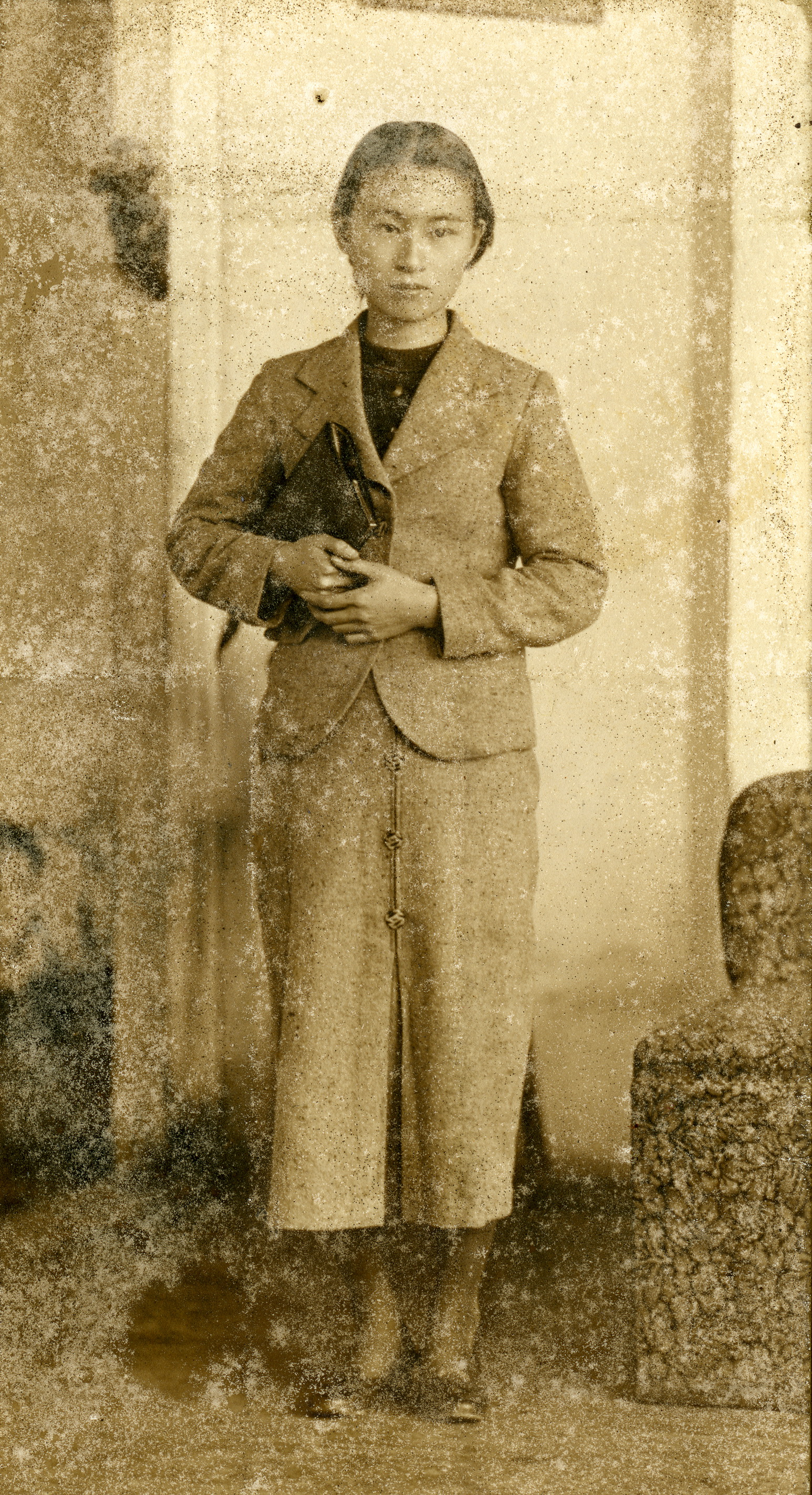
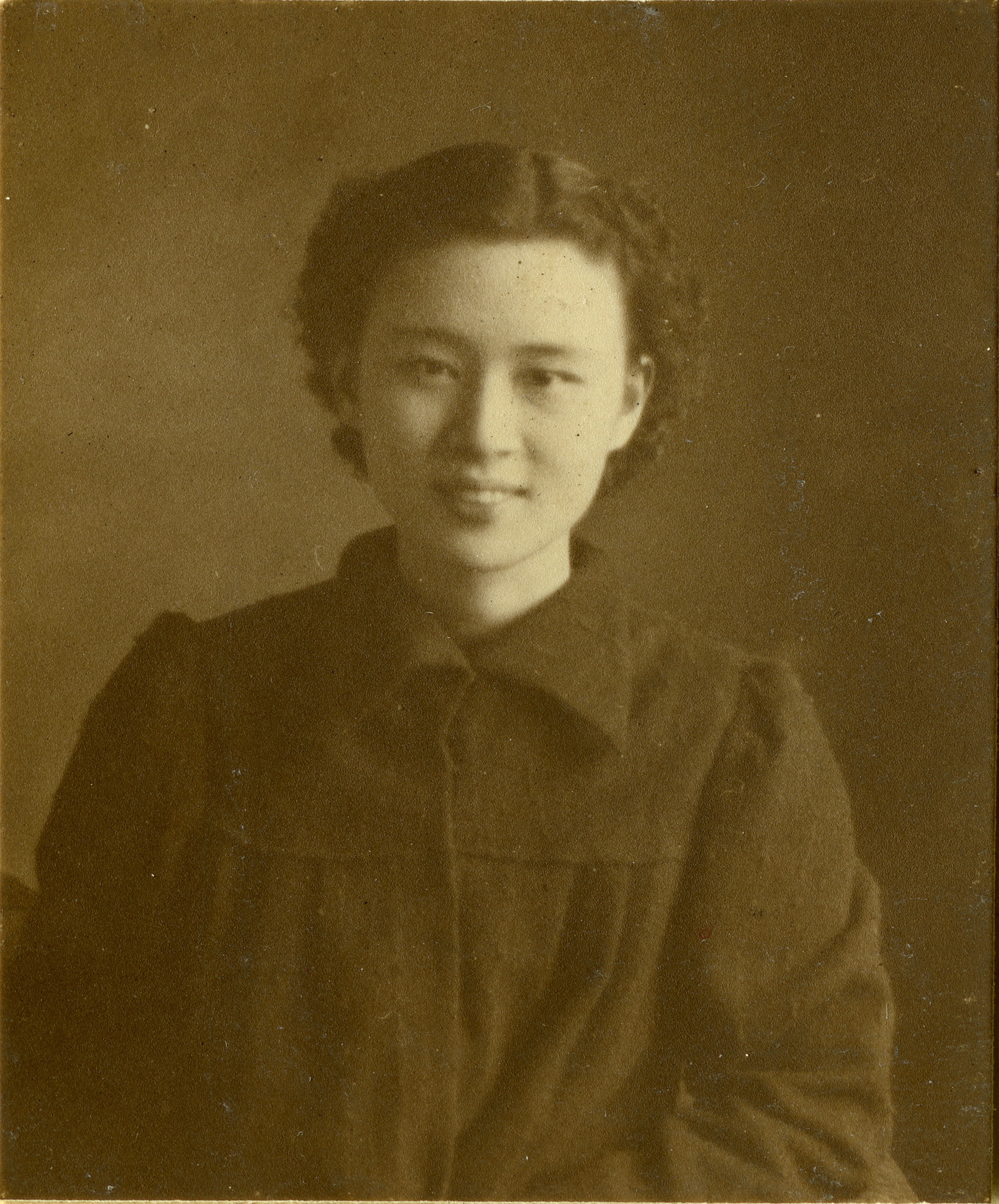
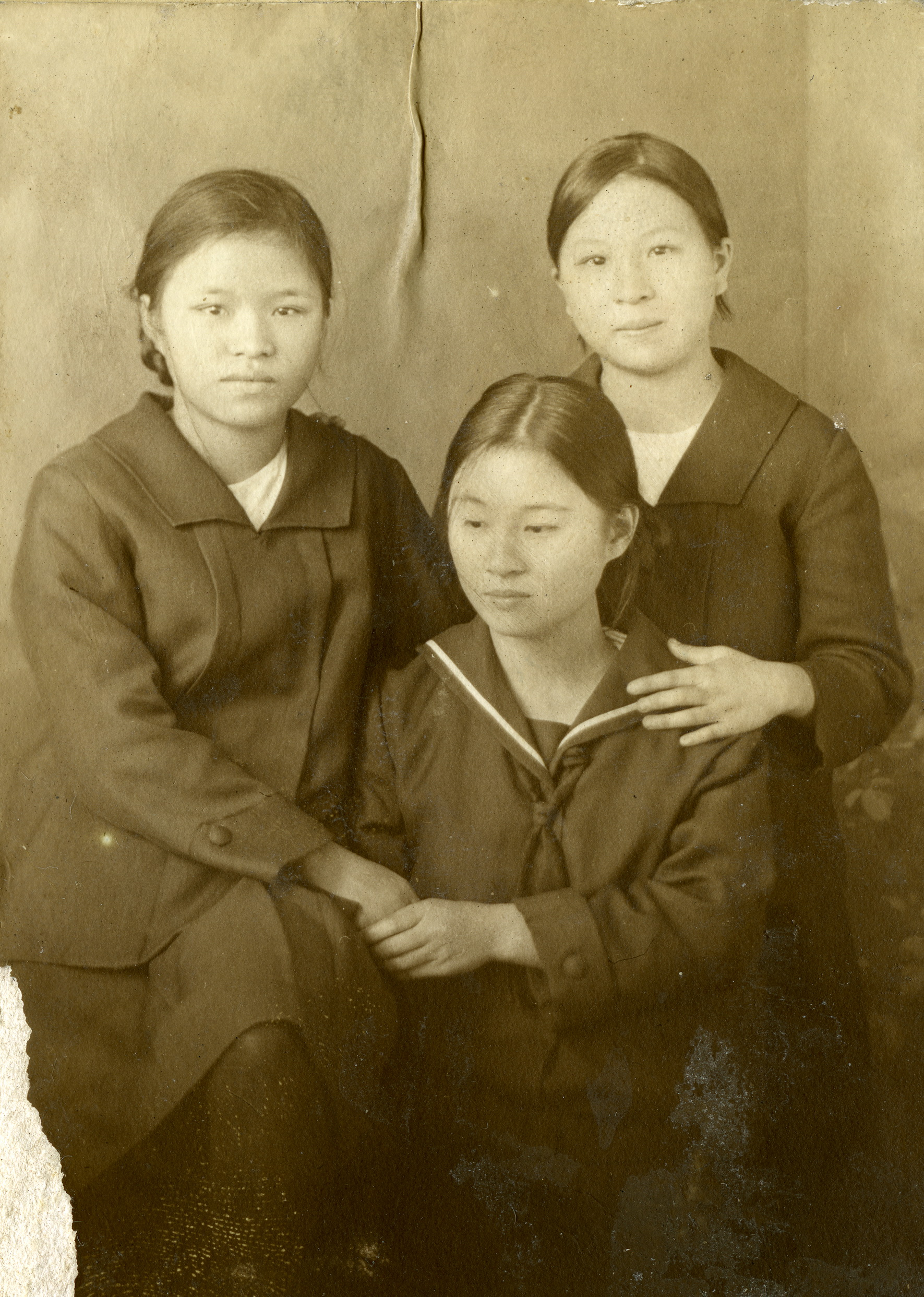
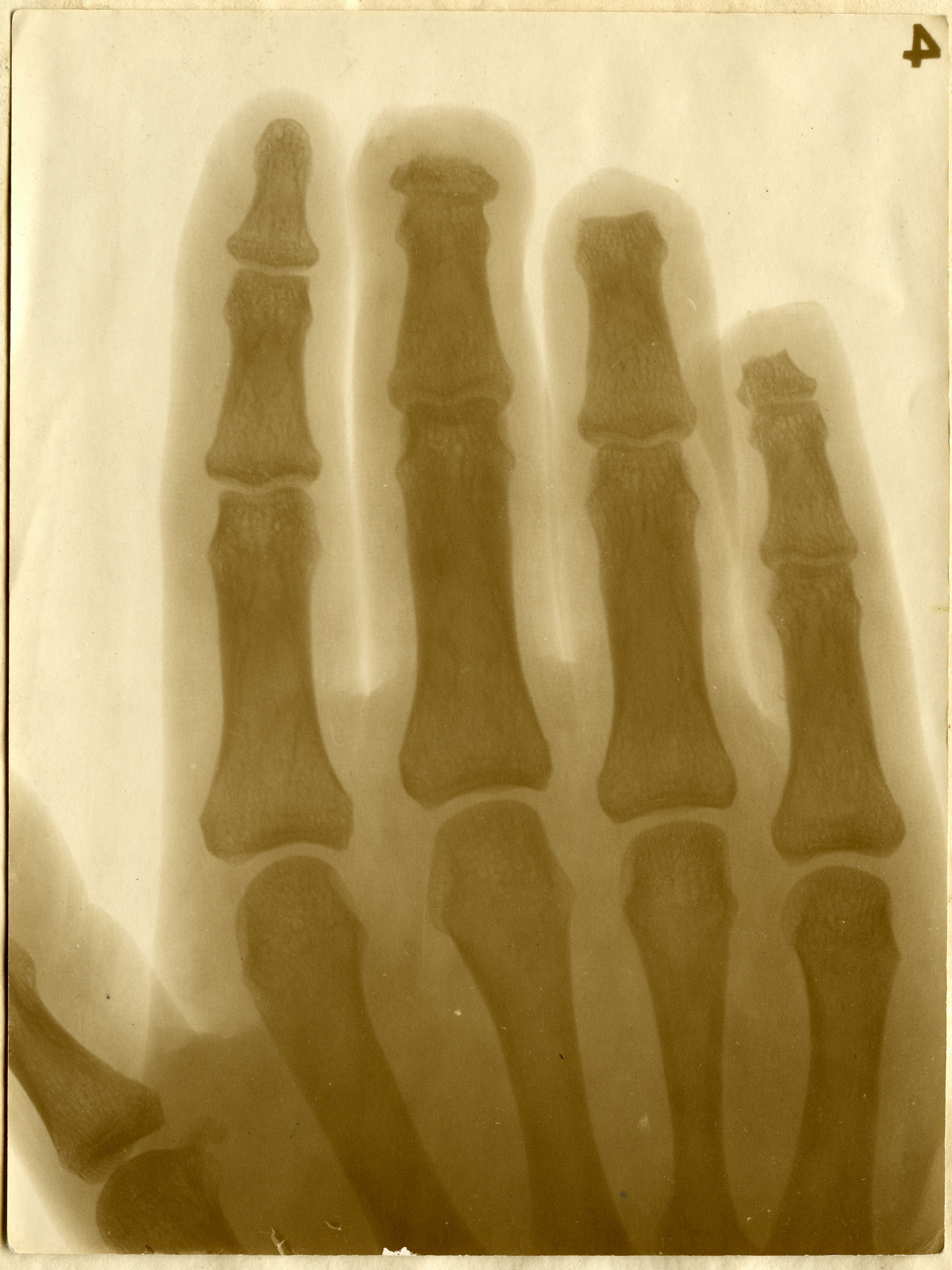